# Paul Volpe
Paul Volpe (1981) is een Amerikaans professioneel pokerspeler. Hij heeft drie World Series of Poker-titels op zijn naam staan. Ook wist hij drie keer de finale tafel te bereiken tijdens de World Poker Tour.
Volpe verdiende tot en met mei 2024 meer dan $9.500.000,- in pokertoernooien.

## WSOP-titels
| Jaar                       | Event                                          | Prijs    |
| -------------------------- | ---------------------------------------------- | -------- |
| World Series of Poker 2014 | $10.000 No Limit 2-7 Lowball Draw Championship | $253.524 |
| World Series of Poker 2016 | $1.500 8-Game Mix 6-Handed                     | $149.943 |
| World Series of Poker 2018 | $10.000 Omaha Hi-Lo 8 or Better Championship   | $417.921 |